# San Vicente (Uruguay)
San Vicente ist eine Ortschaft in Uruguay.

## Geographie
Sie befindet sich auf dem Gebiet des Departamento Maldonado in dessen Sektor 6. San Vicente liegt unmittelbar an der Atlantikküste eingebettet zwischen Balneario Buenos Aires im Westen und Edén Rock im Osten.

## Infrastruktur
Durch den Ort führt die Ruta 10.

## Einwohner
San Vicente hatte 2011 vier Einwohner, je zwei männlichen und weiblichen Geschlechts. Für die vorhergehenden Volkszählungen der Jahre 1963, 1975, 1985, 1996 und 2004 sind beim Instituto Nacional de Estadística de Uruguay keine Daten erfasst worden.
| Jahr | Einwohner |
| ---- | --------- |
| 1996 | -         |
| 2004 | -         |
| 2011 | 4         |

Quelle: Instituto Nacional de Estadística de Uruguay

## Belege
1. ↑  Statistische Daten (Memento vom 7. September 2012 im Internet Archive) des Instituto Nacional de Estadística de Uruguay, abgerufen am 27. September 2012
2. ↑  Statistische Daten des Instituto Nacional de Estadística de Uruguay 1963–1996 (Memento vom 13. November 2013 im Internet Archive) (Zugang zum DOC; 127 kB)
3. ↑  Statistische Daten des Instituto Nacional de Estadística de Uruguay 2004 als xls-Datei (Memento vom 9. März 2013 im Internet Archive)